# Polish Open Challenger 2011
Il Polish Open Challenger 2011, noto anche come BNP Paribas Polish Open, è stato un torneo professionistico di tennis maschile giocato sul cemento. È stata la 1ª e unica edizione del torneo e faceva parte dell'ATP Challenger Tour nell'ambito dell'ATP Challenger Tour 2011. Si è giocato a Sopot in Polonia dall'11 al 17 luglio 2011.

## Partecipanti

### Teste di serie
| Nazionalità | Giocatore         | Ranking* | Testa di serie |
| ----------- | ----------------- | -------- | -------------- |
| Rep. Ceca   | Lukáš Rosol       | 70       | 1              |
| Italia      | Flavio Cipolla    | 105      | 2              |
| Francia     | Stéphane Robert   | 107      | 3              |
| Francia     | Éric Prodon       | 110      | 4              |
| Belgio      | Steve Darcis      | 118      | 5              |
| Francia     | Marc Gicquel      | 119      | 6              |
| Italia      | Simone Bolelli    | 121      | 7              |
| Paesi Bassi | Jesse Huta Galung | 123      | 8              |

- Ranking al 4 luglio 2011.

### Altri partecipanti
Giocatori che hanno ricevuto una wild card:
- Piotr Gadomski
- Marcin Gawron
- Andriej Kapaś
- Grzegorz Panfil

Giocatori entrati nel tabellone principale come special exempt:
- Nikola Ćirić
- Iván Navarro

Giocatori che sono passati dalle qualificazioni:
- Dawid Celt
- Robert Godlewski
- Michal Konečný
- Maciej Smoła

## Campioni

### Singolare
Éric Prodon ha battuto in finale  Nikola Ćirić, 6–1, 6–3

### Doppio
Mariusz Fyrstenberg /  Marcin Matkowski hanno battuto in finale  Olivier Charroin /  Stéphane Robert, 7–5, 7–6(4)